# Миколаївська єпархія ПЦУ
Миколаївська єпархія — єпархія Православної церкви України на території Миколаївської області. Єпархіальний центр — м. Миколаїв. Правлячий архієрей — митрополит Володимир (Ладика).

## Історія єпархії
Історичну сторінку Миколаївська єпархія розпочинає з кінця XVIII століття, а саме з часів заснування князем Потьомкіним міста Миколаїв. Тоді ці землі були канонічною територією Російської Православної Церкви.
Після прийняття Верховною Радою України 24 серпня 1991 року рішення про проголошення України незалежною державою, 1-3 листопада 1991 року відбувся Всеукраїнський Помісний Собор УПЦ, який одноголосно ухвалив рішення про повну канонічну незалежність, тобто автокефалію Української Православної Церкви.
25 червня 1992 р. на Всеукраїнському Помісному Соборі, було проголошено об'єднання частини Української Православної Церкви і Української Автокефальної Православної Церкви в єдину Українську Православну Церкву Київського Патріархату.
Миколаївсько-Херсонська єпархія також ввійшла до складу Української Православної Церкви Київського Патріархату.
30 вересня 1997 року східні парафії єпархії рішенням Священного Синоду УПЦ КП було виокремлено у Херсонську єпархію, де правлячим архієреєм, після постриження у ченці, став єпископ Херсонський і Таврійський Даміан (Замараєв).
Миколаївський архієрей отримав титул «Миколаївський і Богоявленський».

### Правлячі архієреї
- 21 липня 1991 — 1992 — Пантелеймон (Романовський)
- липень 1992 — квітень 1993 — Варсонофій (Мазурак)
- 7 липня 1993 — грудень 1993 — Олексій (Царук)
- з 30 грудня 1993 — Володимир (Ладика)

## Сьогодення єпархії
На сьогоднішній день до складу Миколаївської єпархії входить 140 парафій, в яких служать 55 священослужителів.
Кафедральним храмом єпархії є Кафедральний собор Касперівської ікони Божої матері м. Миколаїв.
До юрисдикції єпархії входить також і 1 монастир, але ченців станом на січень 2011 року там немає. Діє також православна місія, функціонують 25 недільних шкіл.

### Храми єпархії

#### м.Миколаїв
| № | Назва                                                | Адреса                  | Настоятель                    |  | Примітка |
| - | ---------------------------------------------------- | ----------------------- | ----------------------------- |  | -------- |
| 1 | Кафедральний собор Касперівської ікони Божої матері  | вул. Садова, 12         | Митрополит Володимир (Ладика) |  |          |
| 2 | Храм святого благовірного князя Олександра Невського | вул. 1-а госпітальна, 2 | прот. Сергій Тимошенков       |  |          |
| 3 | Храм Святого Духа                                    | вул. Торгова, 85        | прот. Василій Мазурик         |  |          |

### Арбузинське благочиння

#### смт.Арбузинка
| № | Назва                            | Адреса | Настоятель                 |  | Примітка |
| - | -------------------------------- | ------ | -------------------------- |  | -------- |
| 1 | храм Різдва Пресвятої Богородиці |        | митр. прот. Михайло Гірняк |  |          |

#### с.АгрономіяАрбузинського району
| № | Назва             | Адреса | Настоятель             |  | Примітка |
| - | ----------------- | ------ | ---------------------- |  | -------- |
| 1 | храм Святого Духа |        | прот. Миколай Соловйов |  |          |

#### с.ІванівкаАрбузинського району
| № | Назва                           | Адреса | Настоятель         |   | Примітка |
| - | ------------------------------- | ------ | ------------------ | - | -------- |
| 1 | храм влмч. Димитрія Солунського |        | прот. Віктор Бурка | ; |          |

#### с.КавуниАрбузинського району
| № | Назва                      | Адреса | Настоятель                 |  | Примітка |
| - | -------------------------- | ------ | -------------------------- |  | -------- |
| 1 | храм св.Миколая Чудотворця |        | ієрей В'ячеслав Москаленко |  |          |

#### с.Мар'янівкаАрбузинського району
| № | Назва                             | Адреса | Настоятель             |   | Примітка |
| - | --------------------------------- | ------ | ---------------------- | - | -------- |
| 1 | храм св. ап. Андрія Первозванного |        | прот. Миколай Соловйов | ( |          |

#### с.НовоселівкаАрбузинського району
| № | Назва                     | Адреса | Настоятель             |   | Примітка |
| - | ------------------------- | ------ | ---------------------- | - | -------- |
| 1 | храм Архистратига Михаїла |        | прот. Миколай Соловйов | ( |          |

#### с.СадовеАрбузинського району
| № | Назва | Адреса | Настоятель             |  | Примітка |
| - | ----- | ------ | ---------------------- |  | -------- |
| 1 | храм  |        | прот. Миколай Соловйов |  |          |

#### с.ПолянкаАрбузинського району
| № | Назва | Адреса | Настоятель                |  | Примітка |
| - | ----- | ------ | ------------------------- |  | -------- |
| 1 | храм  |        | митр. прот. Михаїл Гірняк |  |          |

#### м.Південноукраїнськ
| № | Назва                               | Адреса | Настоятель         |   | Примітка |
| - | ----------------------------------- | ------ | ------------------ | - | -------- |
| 1 | храм святих апостолів Петра і Павла |        | прот. Віктор Бурка | ; |          |

### Березанське благочиння

#### смт.Березанка
| № | Назва                                | Адреса | Настоятель            |  | Примітка |
| - | ------------------------------------ | ------ | --------------------- |  | -------- |
| 1 | храм : Св. мчч. Віри, Надії і Любові |        | прот. Станіслав Лилак |  |          |

#### с.ВасилівкаБерезанського району
| № | Назва                      | Адреса | Настоятель            |  | Примітка |
| - | -------------------------- | ------ | --------------------- |  | -------- |
| 1 | храм св. ап. Петра і Павла |        | прот. Ярослав Капріян |  |          |

#### с.КоблевеБерезанського району
| № | Назва                | Адреса | Настоятель            |  | Примітка |
| - | -------------------- | ------ | --------------------- |  | -------- |
| 1 | храм Свято-Троїцький |        | прот. Анатолій Толоха |  |          |

#### с.КалинівкаБерезанського району
| № | Назва | Адреса | Настоятель            |  | Примітка |
| - | ----- | ------ | --------------------- |  | -------- |
| 1 | храм  |        | прот. Станіслав Лилак |  |          |

#### с.НовофедорівкаБерезанського району
| № | Назва                    | Адреса | Настоятель         |  | Примітка |
| - | ------------------------ | ------ | ------------------ |  | -------- |
| 1 | храм Свято-Михайлівський |        | прот. Йосиф Теслюк |  |          |

### Вітовське благочиння
благочинний протоієрей

#### с.Засілля
| № | Назва                      | Адреса | Настоятель |  | Примітка |
| - | -------------------------- | ------ | ---------- |  | -------- |
| 1 | храм св. ап. Петра і Павла |        |            |  |          |

### Вознесенське благочиння
благочинний протоієрей Михайло Посоленик

#### м.Вознесенськ
| № | Назва                  | Адреса | Настоятель              |  | Примітка |
| - | ---------------------- | ------ | ----------------------- |  | -------- |
| 1 | храм св. княгині Ольги |        | прот. Михайло Посоленик |  |          |

#### с.ДмитрівкаВознесенського району
| № | Назва | Адреса | Настоятель |  | Примітка |
| - | ----- | ------ | ---------- |  | -------- |
| 1 | храм  |        |            |  |          |

#### с.МартинівськеВознесенського району
| № | Назва | Адреса | Настоятель |  | Примітка |
| - | ----- | ------ | ---------- |  | -------- |
| 1 | храм  |        |            |  |          |

#### с.НовосілкаВознесенського району
| № | Назва | Адреса | Настоятель |  | Примітка |
| - | ----- | ------ | ---------- |  | -------- |
| 1 | храм  |        |            |  |          |

#### с.ПрибужаниВознесенського району
| № | Назва                                        | Адреса | Настоятель          |  | Примітка |
| - | -------------------------------------------- | ------ | ------------------- |  | -------- |
| 1 | храм св. пророка і Предтечі Івана Хрестителя |        | прот. Дмитро Король |  |          |

#### с.ТімірязєвкаВознесенського району
| № | Назва | Адреса | Настоятель |  | Примітка |
| - | ----- | ------ | ---------- |  | -------- |
| 1 | храм  |        |            |  |          |

#### с.ЯструбиновеВознесенського району
| № | Назва | Адреса | Настоятель |  | Примітка |
| - | ----- | ------ | ---------- |  | -------- |
| 1 | храм  |        |            |  |          |